# Herqueville
Herqueville é uma comuna francesa na região administrativa da Normandia, no departamento de Eure. Estende-se por uma área de 3,79 km². Em 2010 a comuna tinha 137 habitantes (densidade: 36,1 hab./km²).